# Ely Parker
Ely Samuel Parker (Indian Falls, 1828 – Fairfield, 31 agosto 1895) è stato un militare e politico nativo americano, che ricoprì importanti incarichi nell'esercito e nel governo degli Stati Uniti.

## Biografia
Nato Hasanoanda, in seguito noto come Donehogawa, era un irochese della tribù Seneca e nacque a Indian Falls (New York) (allora parte della Riserva Tonawanda). Durante la Guerra civile americana, scrisse la bozza finale delle condizioni di resa dei Confederati ad Appomattox. In seguito, nel corso della sua carriera, Parker salì fino al grado di brigadiere generale, una promozione che fu retrodatata al giorno della resa.
Parker intraprese la sua carriera nel servizio statale lavorando come traduttore per i capi Seneca nei loro rapporti con le agenzie del governo. Nel 1852 fu proclamato sachem dei Seneca con il nome di Donehogawa, "Custode della Porta Occidentale". Parker studiò legge lavorando per i consueti tre anni in uno studio legale a Ellicottville (New York) e fece poi domanda per sostenere l'esame di abilitazione. Non gli fu però permesso di sostenerlo perché non era un bianco, sebbene altre fonti dicano che la ragione addotta fosse che non era un cittadino statunitense. (Tutti gli Indiani americani non ricevettero la cittadinanza fino all'Indian Citizenship Act del 1924.)
Studiò poi ingegneria al Rensselaer Polytechnic Institute di Troy (New York) e lavorò come ingegnere civile fino alla Guerra di secessione. All'approssimarsi della guerra, Parker tentò di radunare un reggimento di volontari irochesi per combattere nelle file dell'Unione, ma fu respinto dal governatore di New York Edwin D. Morgan. Cercò poi di arruolarsi nell'esercito dell'Unione come ingegnere, ma gli fu detto dal segretario alla guerra Simon Cameron che non poteva poiché era indiano.
Intervenne allora Ulysses S. Grant, amico di vecchia data di Parker, le cui forze soffrivano di una penuria di ingegneri; Parker si unì a Grant a Vicksburg (Mississippi). Fu nominato capitano nel 1863 e salì poi al grado di brigadiere generale. Parker divenne l'aiutante di Grant ed era presente quando il generale confederato Robert E. Lee si arrese nella Battaglia di Appomattox nell'aprile 1865. I documenti della resa furono vergati con la sua grafia. Durante questa resa, Lee scambiò Parker per un nero, ma si scusò dicendo: "Sono contento di vedere qui un vero americano". A quanto si dice, Parker rispose: "Siamo tutti americani, signore".
Dopo la Guerra di secessione, nel 1869 Grant, divenuto nel frattempo Presidente degli Stati Uniti, chiamò Parker a ricoprire l'incarico di capo dell'Ufficio per gli affari indiani (Bureau of Indian Affairs), che mantenne fino al 1871 durante la presidenza di Ulysses S. Grant. Lasciato il servizio del governo, Parker si dedicò al mercato finanziario, ma alla fine perse la fortuna che aveva accumulato. Visse i suoi ultimi anni in povertà morendo a Fairfield (Connecticut) il 31 agosto 1895. Il suo corpo fu esumato e trasferito al Forest Lawn Cemetery a Buffalo, per riposare insieme con altri notabili della parte occidentale dello stato di New York, il 20 gennaio 1897.
La carriera di Parker e la sua influenza sui Nativi americani contemporanei sono ben descritte nel capitolo 8 del volume Seppellite il mio cuore a Wounded Knee, di Dee Brown.
Si dice anche che egli abbia contribuito a incominciare la costruzione della città di Parker, in Arizona, che sarebbe stata chiamata così in suo onore. Tuttavia, si dovrebbe notare che vi è un altro individuo con il cognome di Parker cui è ugualmente attribuito questo riconoscimento.

## Nella cultura di massa
- Ely Parker compare in alcune storie di Tex, nella sua veste di capo dell'Ufficio per gli affari indiani.
- Appare inoltre nel quarto albo di Ken Parker ("Omicidio a Washington"), dove viene assassinato.
- Asa-Luke Twocrow ha interpretato Ely Parker nel film Lincoln (2012).
- Gregory Sierra ha interpretato Ely Parker nel settimo episodio della terza stagione della serie televisiva La signora del West.
- Parker è un personaggio apparso nei romanzi Grant Comes East e Never Call Retreat, scritti da Newt Gingrich, William R. Forstchen ed Albert S. Hanser